# Palit (Chorwacja)
Palit – wieś w Chorwacji, w żupanii primorsko-gorskiej, w mieście Rab. W 2011 roku liczyła 1687 mieszkańców.